# Карраччи, Антонио
Антонио Марциале Карраччи (итал. Antonio Marziale Carracci; 1583, Венеция — 8 апреля 1618, Рим) — итальянский живописец, рисовальщик и гравёр, мастер офорта. Член большой семьи художников болонской школы, внебрачный сын живописца Агостино Карраччи.

## Биография
Антонио Карраччи родился в приходе Санта-Лючия в Венеции, вероятно, в 1583 году, в результате романа отца с куртизанкой по имени Изабелла, произошедшего во время первого визита отца в Венецию. Джованни Баттиста Агуччи, друг и протеже кардинала Одоардо Фарнезе, сообщает в письме 1609 года (от 12 сентября), что Антонио воспитывался вместе с Систо Бадалоккьо и был почти современником Доменикино и Ланфранко.
Сначала Антонио учился рисунку и живописи у отца. Когда отец скончался в 1602 году, Антонио переехал в Рим, чтобы работать под руководством своего дяди Аннибале Карраччи, к которому он испытывал глубокую привязанность. Вероятно, он участвовал в работе над фресками в Галерее Фарнезе, над люнетами для капеллы Палаццо Альдобрандини и, вероятно, в капелле Эррера. После смерти дяди Антонио получал заказы в Риме от кардинала Тонти и кардинала Перетти-Монтальто, в том числе на росписи в Квиринальском дворце и написание алтарных картин, таких как «Мадонна с Младенцем и святыми» (ныне в Берлинской галерее) и «Рождество» (в Галерее Корсини).
Антонио унаследовал семейную мастерскую в Риме вопреки претензиям Джованни Антонио, брата Аннибале, который оспаривал наследство, ставя под сомнение отцовство своего племянника. Несмотря на получение заказов от выдающегося мецената кардинала Пьетро Альдобрандини, главного покровителя художника после Фарнезе, после смерти в 1605 году папы Климента VIII (дяди кардинала) начались трудности. Тем не менее, кардинал Тонти нанял Антонио для росписи четырёх капелл в своей церкви; другие общественные заказы включали оформление капеллы в церкви Санта-Мария-ин-Монтичелли, работу в церквях Сант-Джироламо-деи-Скьявони, Санта-Мария-ин-Трастевере и Сан-Себастьяно-фуори-ле-Мура, а также в Палаццо Маттеи. Другие работы были выполнены для маркиза Джустиниани, кардинала Орсино, Людовизи, Кавалер Сакетти, Диониджио Буонавиа в Болонье; художник также находился под защитой кардинала Одоардо Фарнезе, который признал его своим «домашним живописцем» (pittor di casa) и выплачивал ему ежемесячное пособие.
Антонио был хорошо известен тем, что создавал картины «кабинетного размера». Его «Потоп» (в настоящее время находится в Лувре) был одной из самых ценных картин собрания кардинала Мазарини и оказал влияние на ранние картины Пуссена «Битва», а также на его картины серии «Времена года».
Когда Антонио настигла смерть, ему было всего тридцать пять лет; в анонимной записке сообщалось, что он был внебрачным сыном Агостино Карраччи и что его крестным отцом был Тинторетто. Агостино, хотя и не узаконил его, признал своего сына и позволил ему носить свою фамилию. Антонио был похоронен в церкви Сант-Андреа-делле-Фратте.
Ранняя смерть Антонио Карраччи стала особенно печальной, поскольку его репутация ещё при жизни пошла на спад, и о нём отзывались как о мелкомасштабном подражателе. Кроме того, поскoльку у Антонио Марциале были те же инициалы, что у его отца и дяди, а члены семьи часто сотрудничали, их картины часто путали. Когда падре Реста передал рисунок «Потоп», который он получил от Беллори, Максу Эммануэлю Баварскому, он был рад услышать, что курфюрст дорожил подарком и хранил его на столике у своей кровати; хотя и считали, что это картина Аннибале («lo teneva per pittura d’Annibale»).

## Галерея

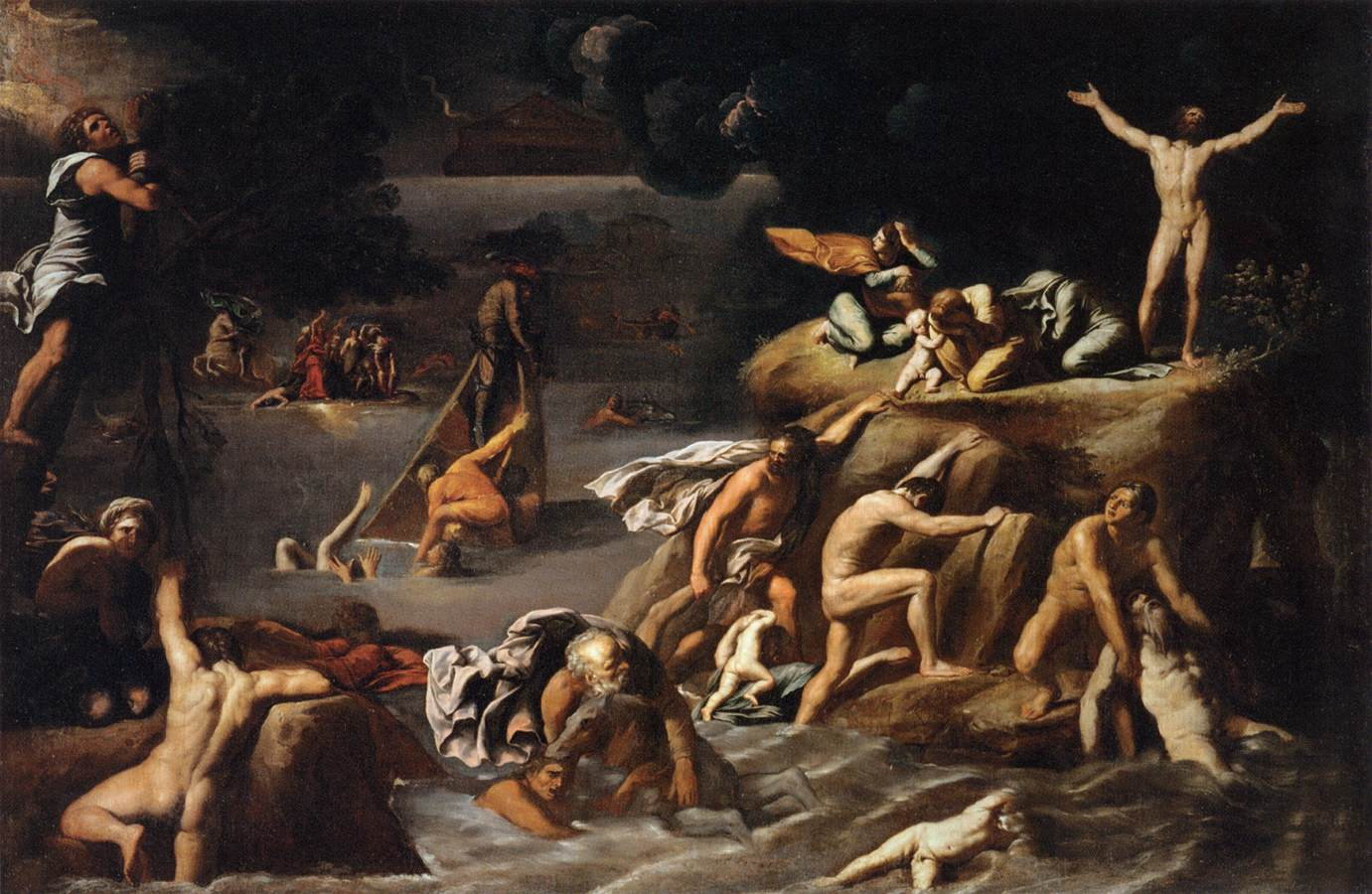
Потоп. Между 1616 и 1618. Холст, масло. Лувр, Париж
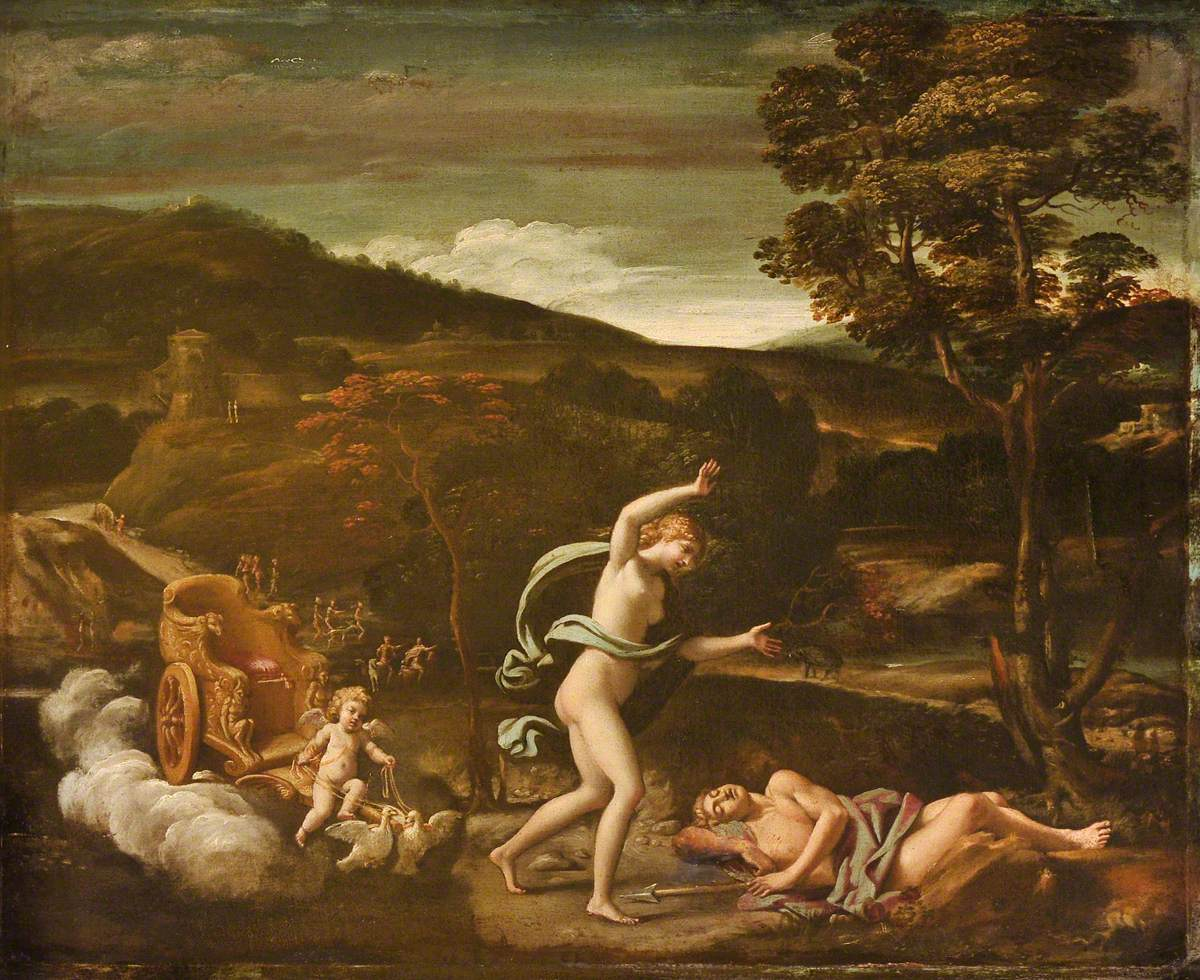
Венера, оплакивающая смерть Адониса. Между 1603 и 1618. Холст, масло. Национальный фонд, Великобритания
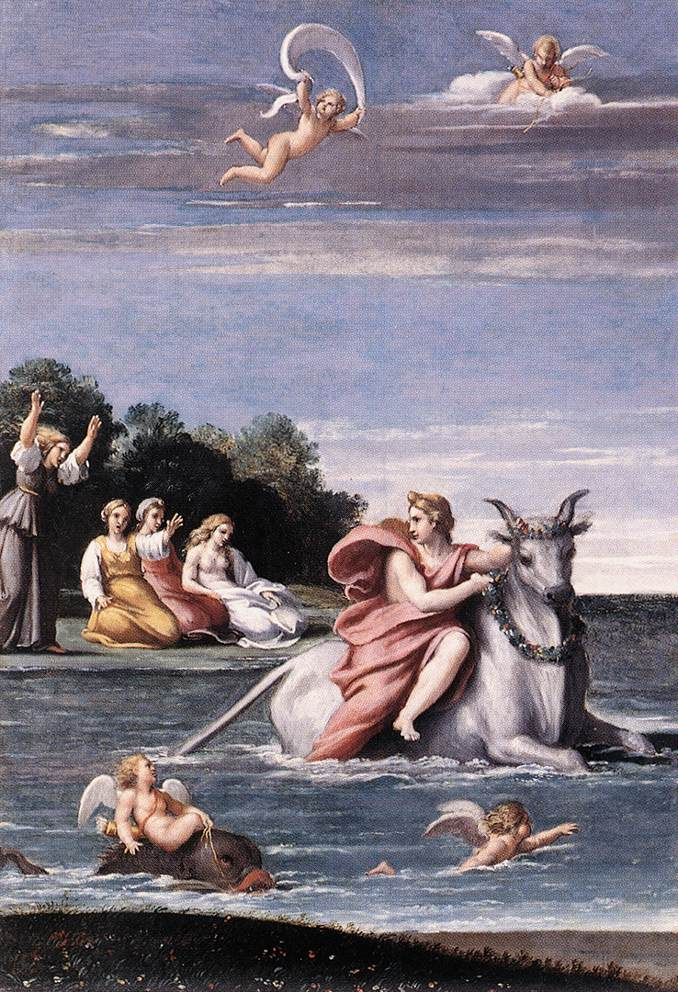
Похищение Европы. Национальная пинакотека, Болонья
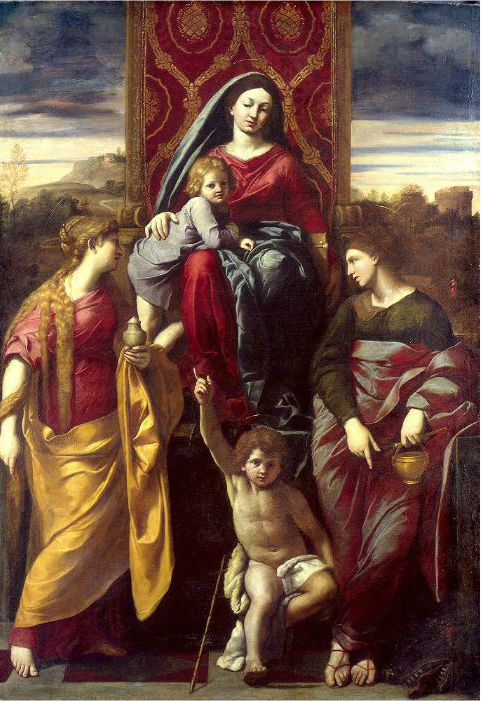
Мадонна на троне со святыми. Между 1613 и 1615. Холст, масло. Берлинская картинная галерея
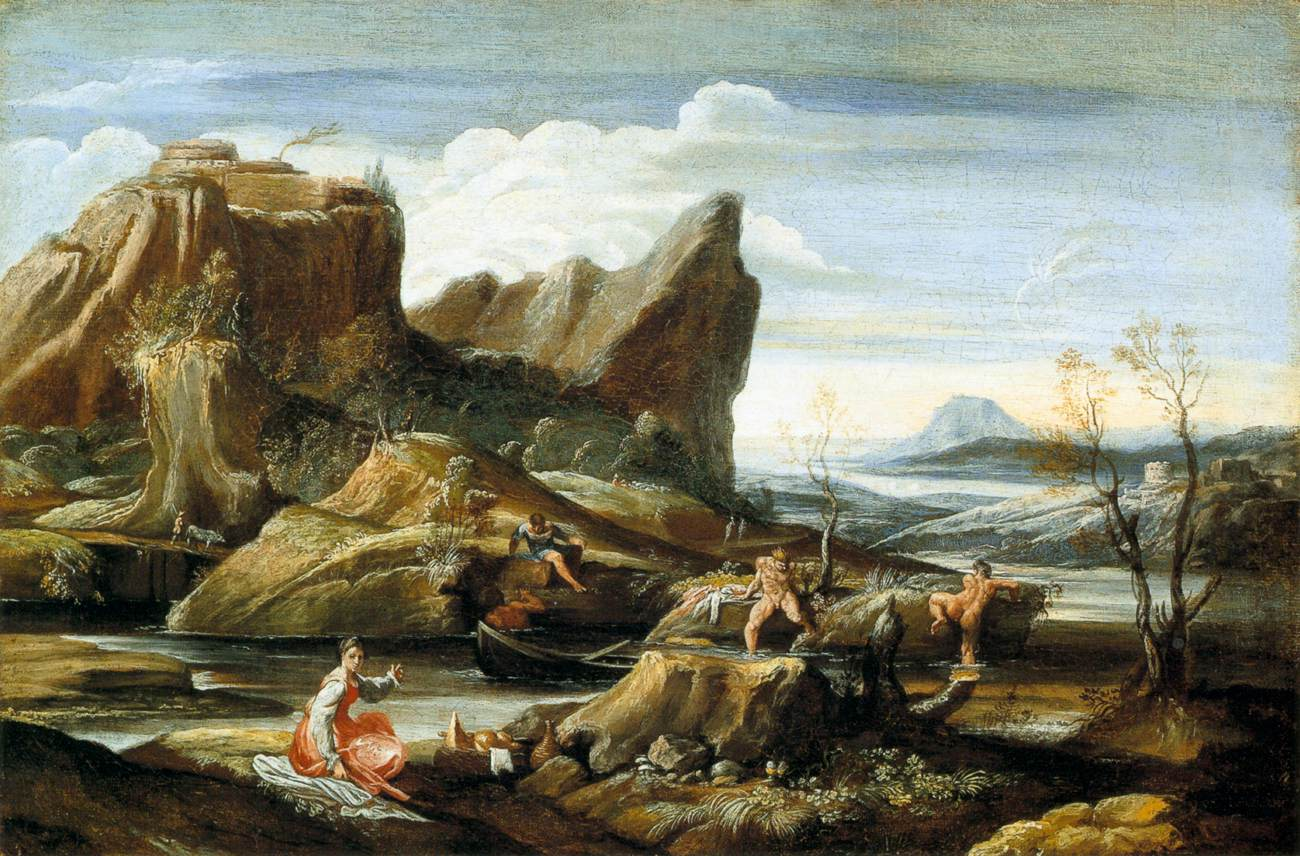
Пейзаж с купальщиками. Ок. 1616. Холст, масло. Музей изящных искусств, Бостон, США
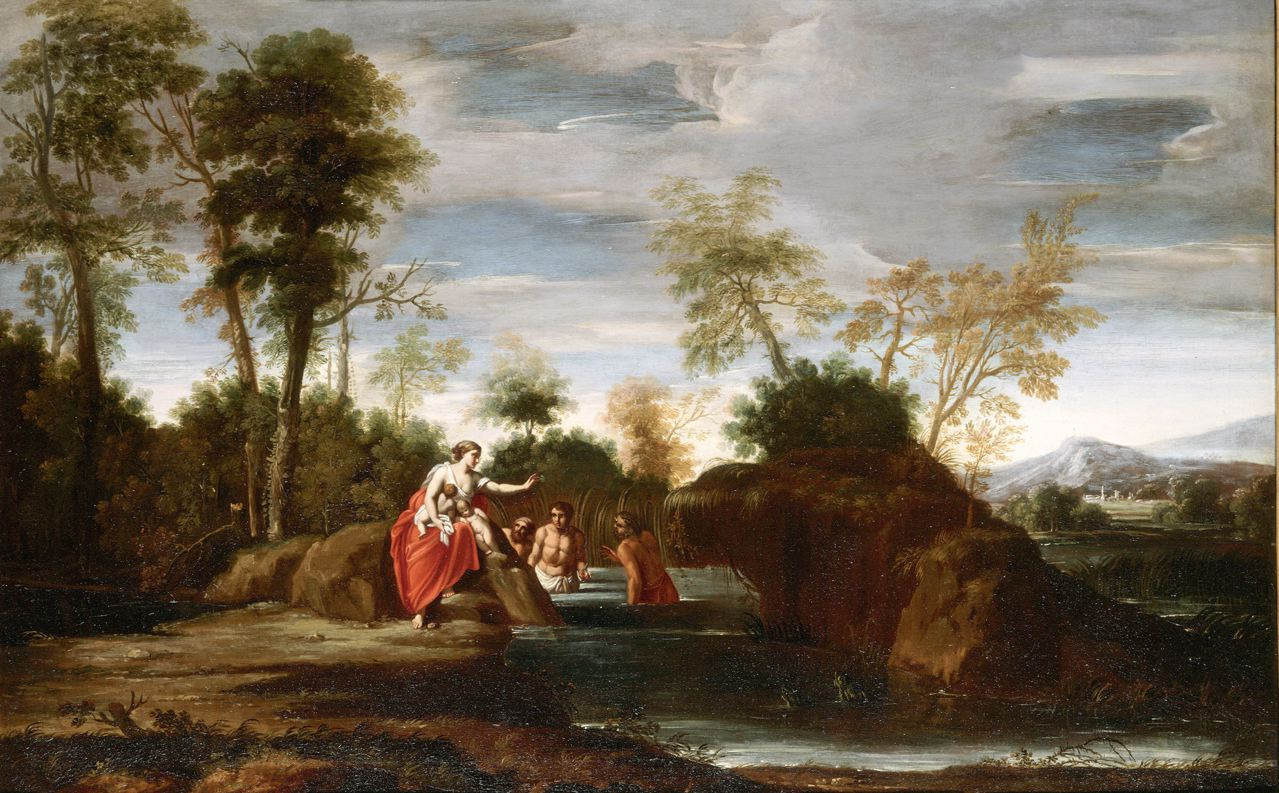
Латона со своими детьми Аполлоном и Дианой превращает ликийских крестьян в лягушек. Холст, масло
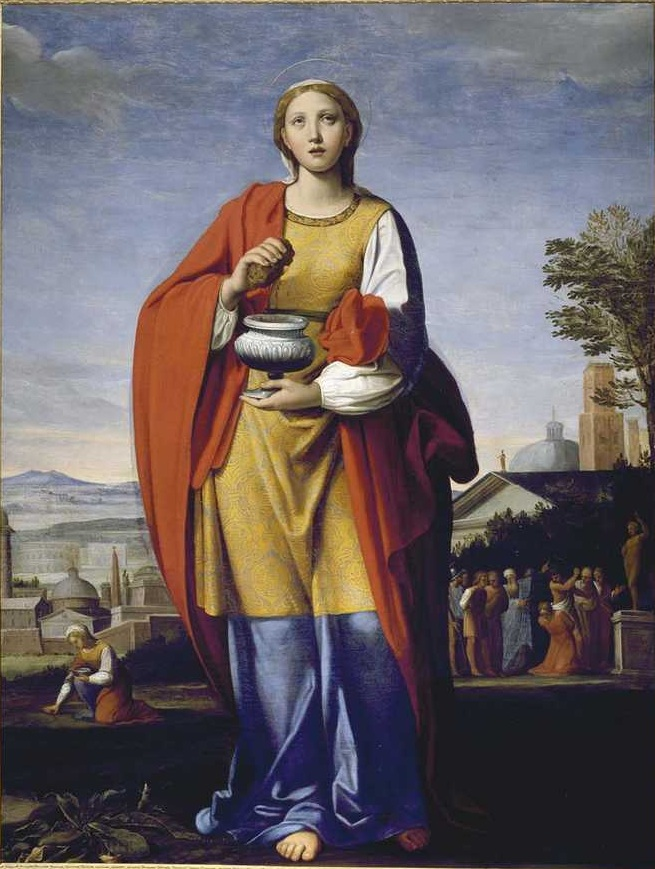
Святая Пракседа. Между 1606 и 1609. Холст, масло. Частное собрание